# Ogrodzisko (województwo łódzkie)
Ogrodzisko – wieś w Polsce położona w województwie łódzkim, w powiecie zduńskowolskim, w gminie Zduńska Wola.
W latach 1975–1998 miejscowość położona była w województwie sieradzkim.